# 納涼床

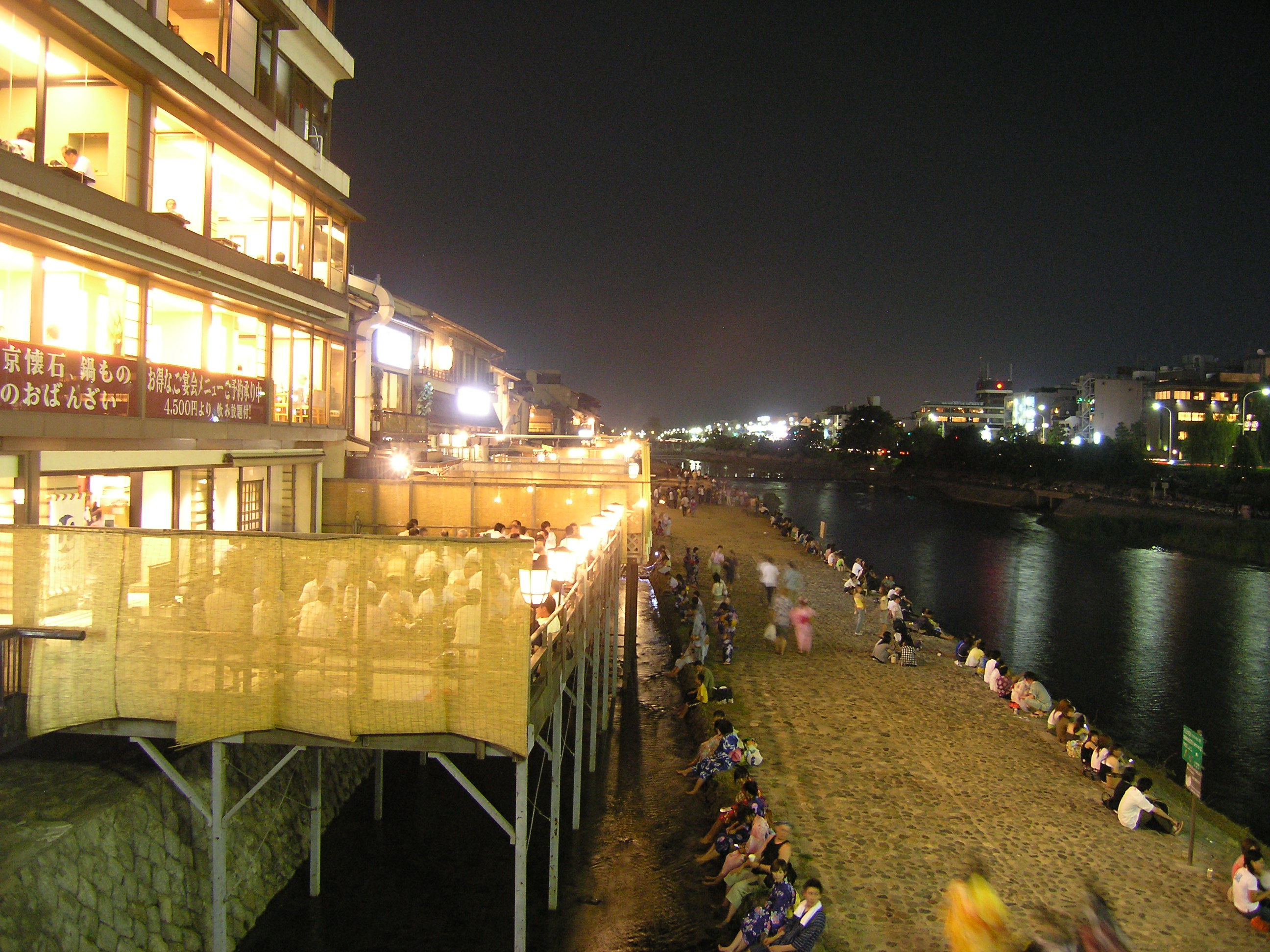
鴨川納涼床

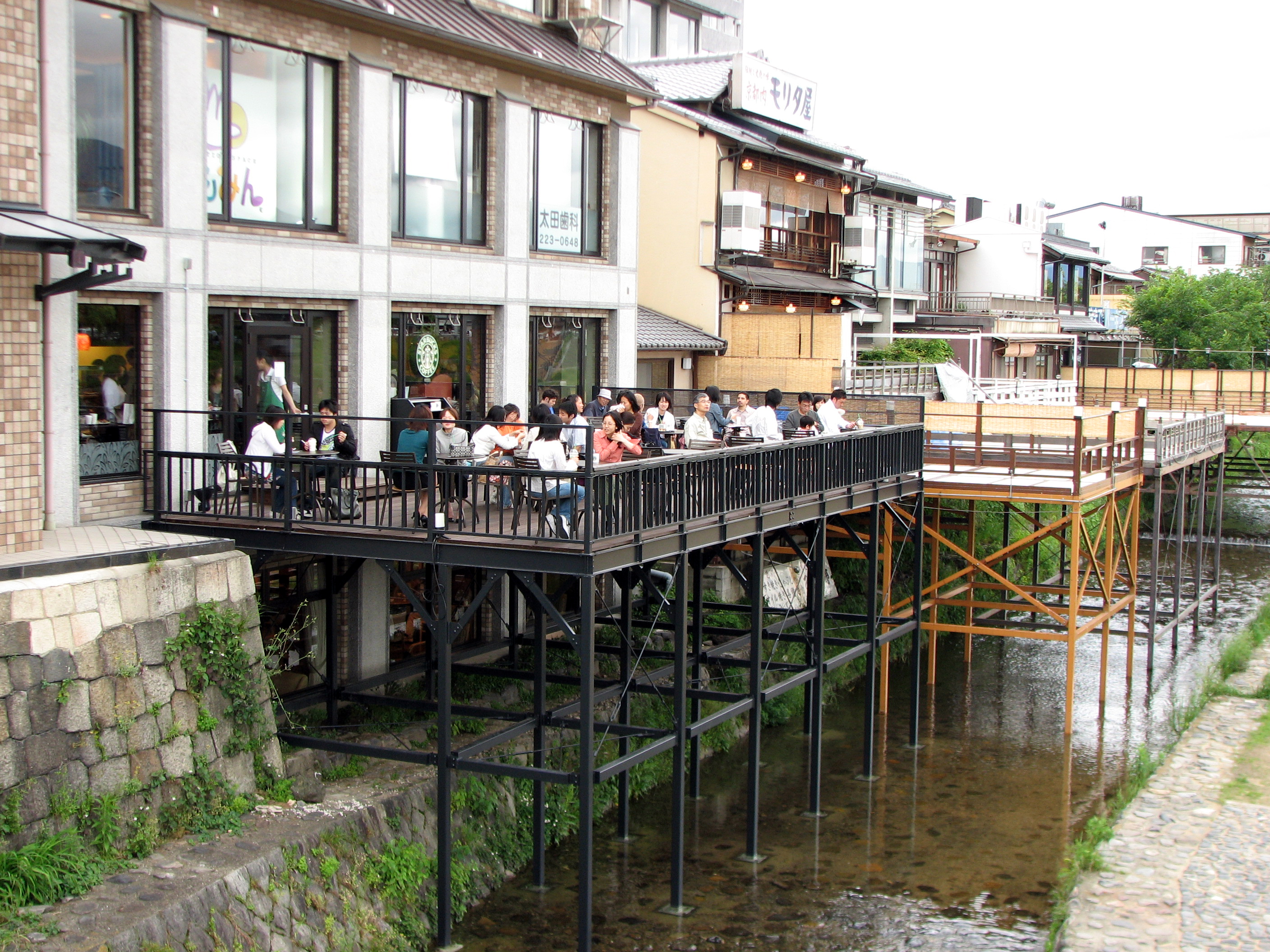
星巴克的納涼床

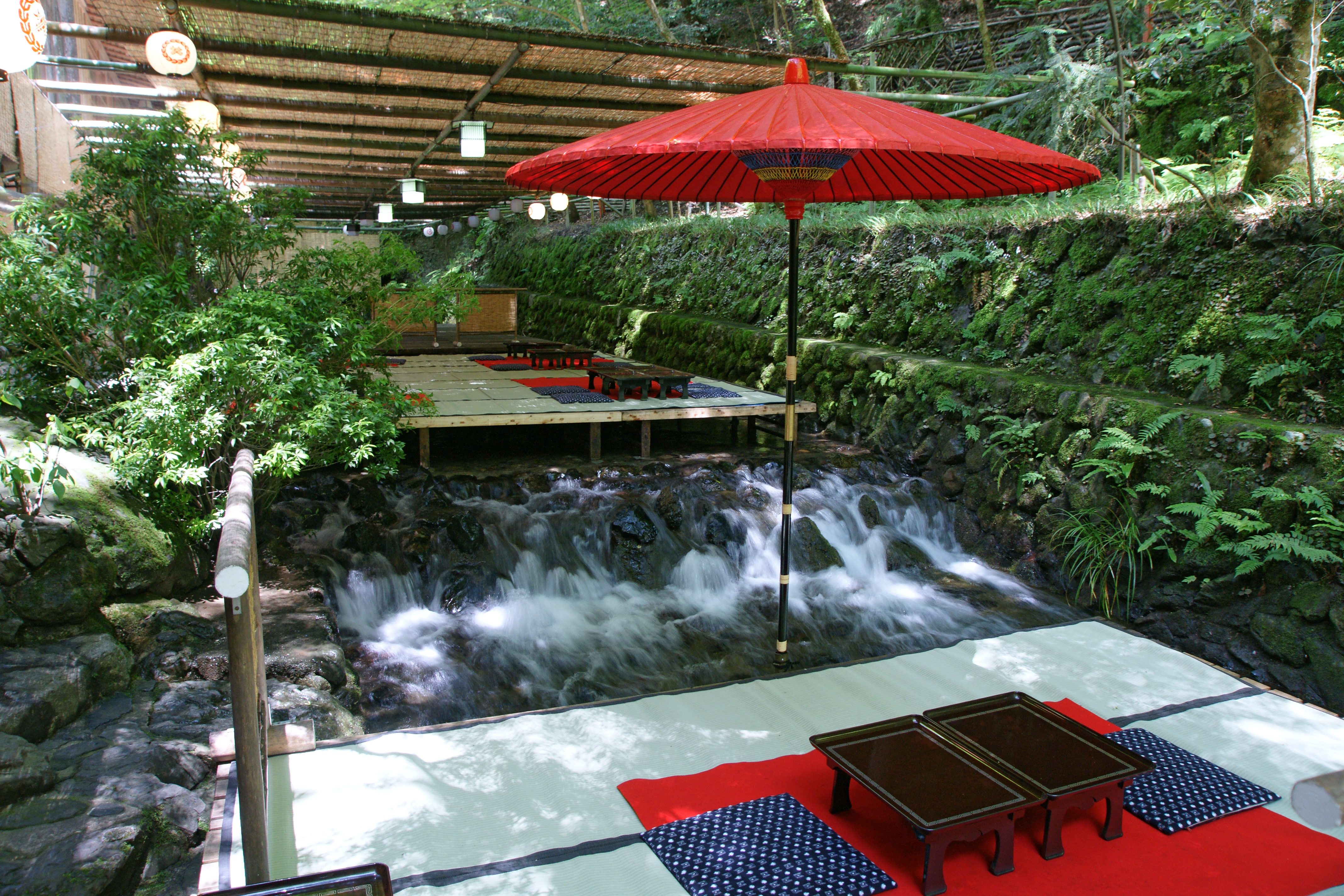
貴船的川床

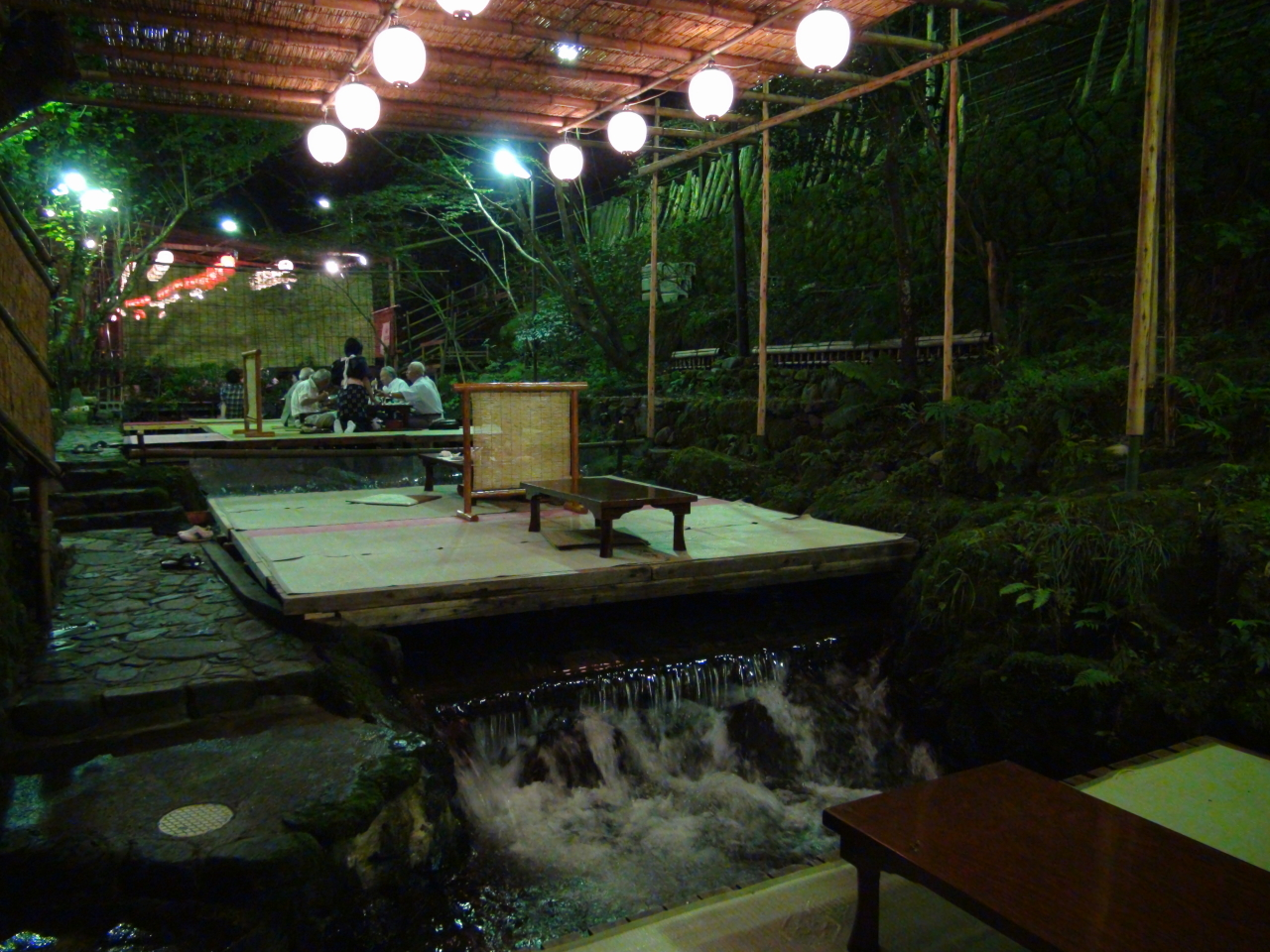
夜晚的貴船川床

納涼床（日语：／ Nōryōyuka (Nōryōdoko) */?），或稱作川床，是日本京都、大阪夏季特有的設施。料理店、茶屋在河川上或室外可清楚看見河川的位置敷設座席，提供料理。5月至9月，出現在京都的鴨川、貴船、高雄、鷹峯等地。「床」在日文指的是地板。

## 鴨川納涼床
鴨川右岸的二條至五條之間，共有約90間店。除了京料理以外，還有各國的料理，甚至來自美國的星巴克咖啡廳也入境隨俗設立納涼床。基本上以夜晚的納涼床為中心，5月和9月也有中午的納涼床。7、8月為防止食物中毒，中午的納涼床不營業。

## 貴船的川床
貴船口車站往貴船神社稍微步行之處，約有20間店，設置在河川之上。提供京料理、流水素麵。營業期間在5月1日至9月末。

## 高雄的川床
位在高雄的清瀧川。提供天然香魚、京野菜等當季食材的川床料理。6月中旬至7月中旬，也可觀賞天然記念物「源氏螢」。中午的的川床期間在5月初旬至11月末。夜晚則在6月1日至9月末。

## 大阪北濱川床
面向中之島，設置在土佐堀川左岸的北濱1丁目至2丁目。背景是梅田的大樓、高速道路、大阪市中央公會堂、遊覽船航行的土佐堀川（舊淀川）等，融合都會和自然。期間在3月下旬至秋季，部分常設店舗也在冬季營業。

## 關連項目
- 避暑

## 外部連結
- 京都鴨川納涼床協同組合 （页面存档备份，存于）
- 貴船観光会 （页面存档备份，存于）
- 大阪川床 北浜テラス （页面存档备份，存于）